# Museo Estatal de Cultura Musical de Azerbaiyán
Museo Estatal de Cultura Musical de Azerbaiyán (en azerbaiyano Azərbaycan Musiqi Mədəniyyət Dövlət Muzeyi) - es la institución cultural de la República de Azerbaiyán. Desde 1967 hasta 1996 el museo se encontraba en Icheri Sheher, en la calle Haqiqar Rzaeva, 9. Entre los años 1996 y 2015 el Museo se encuentra en la calle Rashid Behbudov, 7. Desde 2015 el Museo Estatal de Cultura Musical de Azerbaiyán se trasladó al Centro de Museo en el calle de Petroleros, 123a.

## Historia
El Museo Estatal de Cultura Musical de Azerbaiyán fue establecido en 1967. Los objetivos y tareas principales del museo es colección, conservación, estudio y divulgación de los materiales, relacionados con la historia musical de Azerbaiyán.
En los fondos del museo es recogido más de 56 mil objetos, entre los cuales se figuran los instrumentos musicales nacionales, como tar, kemanchah, zaq, qaval, qoshanagara, zurna, etc. También, en el museo se conservan unos cuadernillos de música, manuscritos de autores, programas, vallas publicitarias, libros u otros objetos pertenecientes al Fundador de la música profesional azerbaiyana Uzeyir Hacibayov, gran representante de escuela vocal Bulbul, compositores importantes Qara Qaraev, Fikrat Amirov, etc.

## Filiales
El Museo Estatal de Cultura Musical de Azerbaiyán también tiene los filiales siguientes:
- Exposición permanente de los instrumentos musicales nacionales azerbaiyanos

Exposición permanente de los instrumentos musicales nacionales azerbaiyanos funciona desde 1987. Objetivo principal de la exposición es la reflexión del proceso de nacimiento y desarrollo de la cultura instrumental desde los tiempos remotos hasta actualidad.
- Casa-museo de Niyazi

La casa-museo del artista nacional de la URSS director de orquesta y compositor Niyazi es el más grande entre los filiales del Museo Estatal de Cultura Musical de Azerbaiyán. La casa-museo fue establecido el 28 de diciembre de 1990. Para el público el museo fue abierto el 18 de septiembre de 1994. Niyazi vivía en esta casa desde 1958 hasta su muerte. La casa-museo consta de 5 habitaciones. En el museo existen 120 ejemplos de cuadernillos de música, 2746 fotografías, 486 libros y notas de biblioteca privada de Niyazi, 279 discos, etc.
- Casa-museo de Vagif Mustafazadeh

Casa-museo de Vagif Mustafazadeh fue establecido el 28 de julio de 1989. En el año 1994 casa-museo obtuvo el estatuto de filial del Museo Estatal de Cultura Musical de Azerbaiyán. En el museo es recogido 1214 piezas, entre cuales se figuran las fotografías, discos, diferentes documentos u otros objetos, relacionados con la vida y actividad de Vagif Mustafazadeh. La casa-museo consta de tres habitaciones.
- Casa-museo de Qara Qaraev

En el museo se funciona emsembell de “Instrumentos Musicales Antiguos” que consta de 15 personas.  La orquesta musical  “Instrumentos Musicales Antiguos” funciona desde 1996. En 2002 la orquesta intervino en Festivo Internacional Voix et Rout Romane, que fue organizado en París, Francia.